# Cadix
Pour les articles homonymes, voir Cadiz et Cadix (homonymie).
« Cádiz » redirige ici. Pour le club de football, voir Cádiz Club de Fútbol.
Cadix (/ka.diks/ ; en espagnol : Cádiz) est la capitale de la province de Cadix appartenant à la Communauté autonome d'Andalousie, en Espagne, dans le sud-ouest extrême de l'Europe continentale. Elle est avec Jerez de la Frontera l'une des deux grandes villes de la baie de Cadix.
Avec 118 048 habitants (appelés Gaditans), elle est la troisième commune la plus peuplée de sa province derrière Jerez (212 915 habitants) et Algésiras (121 133 habitants). Son économie est principalement basée sur l'industrie et le commerce en raison de la présence des chantiers navals et des activités de la zone portuaire. Le tourisme est l'autre principal secteur économique de Cadix, en raison de ses plages, de ses festivals locaux et de son important patrimoine historique.
Aujourd'hui, Cadix est connue pour sa longue et influente histoire. C'est l'une des plus anciennes villes d'Europe de l'Ouest, avec des vestiges archéologiques remontant à plus de 3 100 ans.

## Géographie

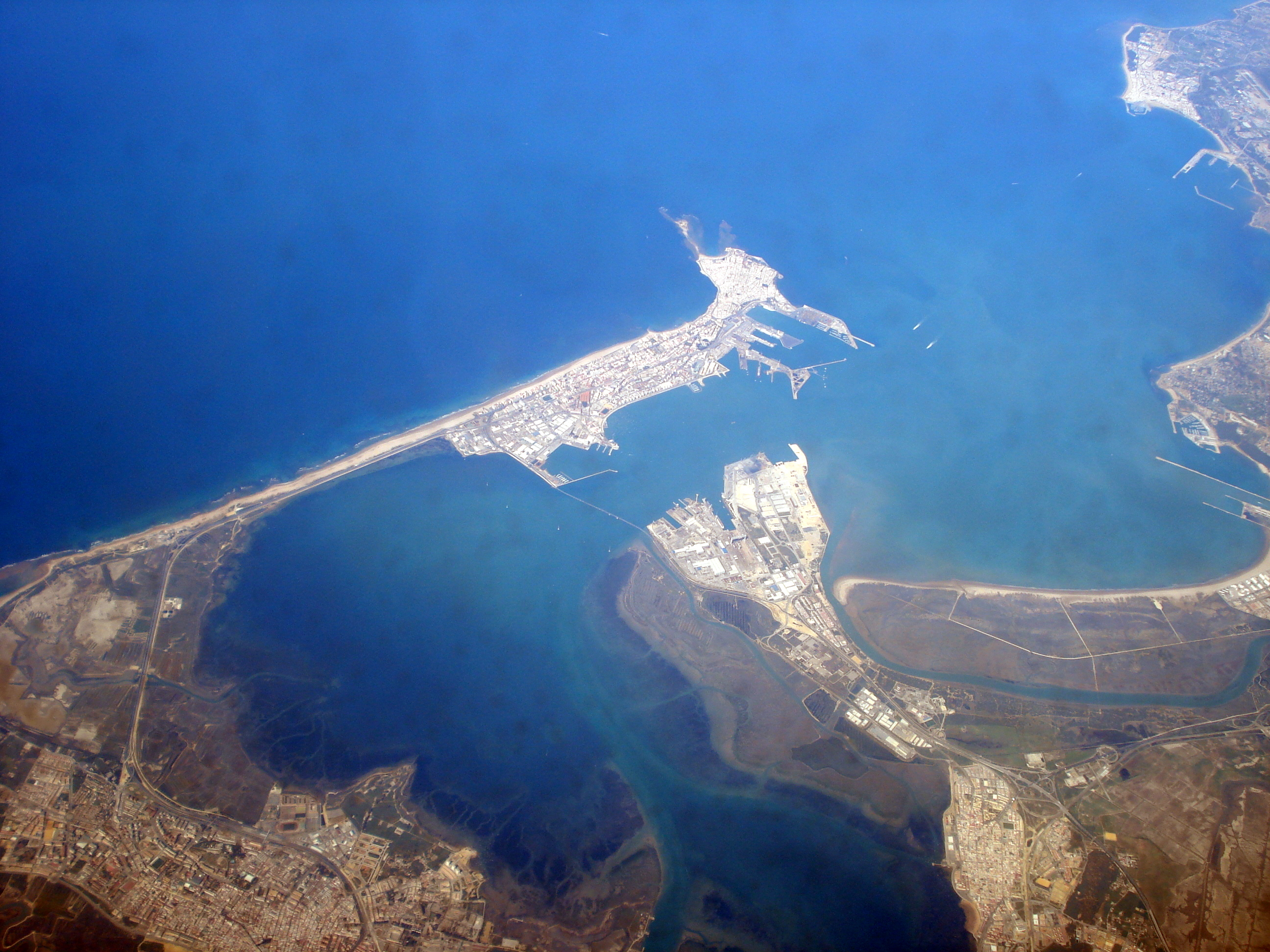
Vue aérienne depuis l'est

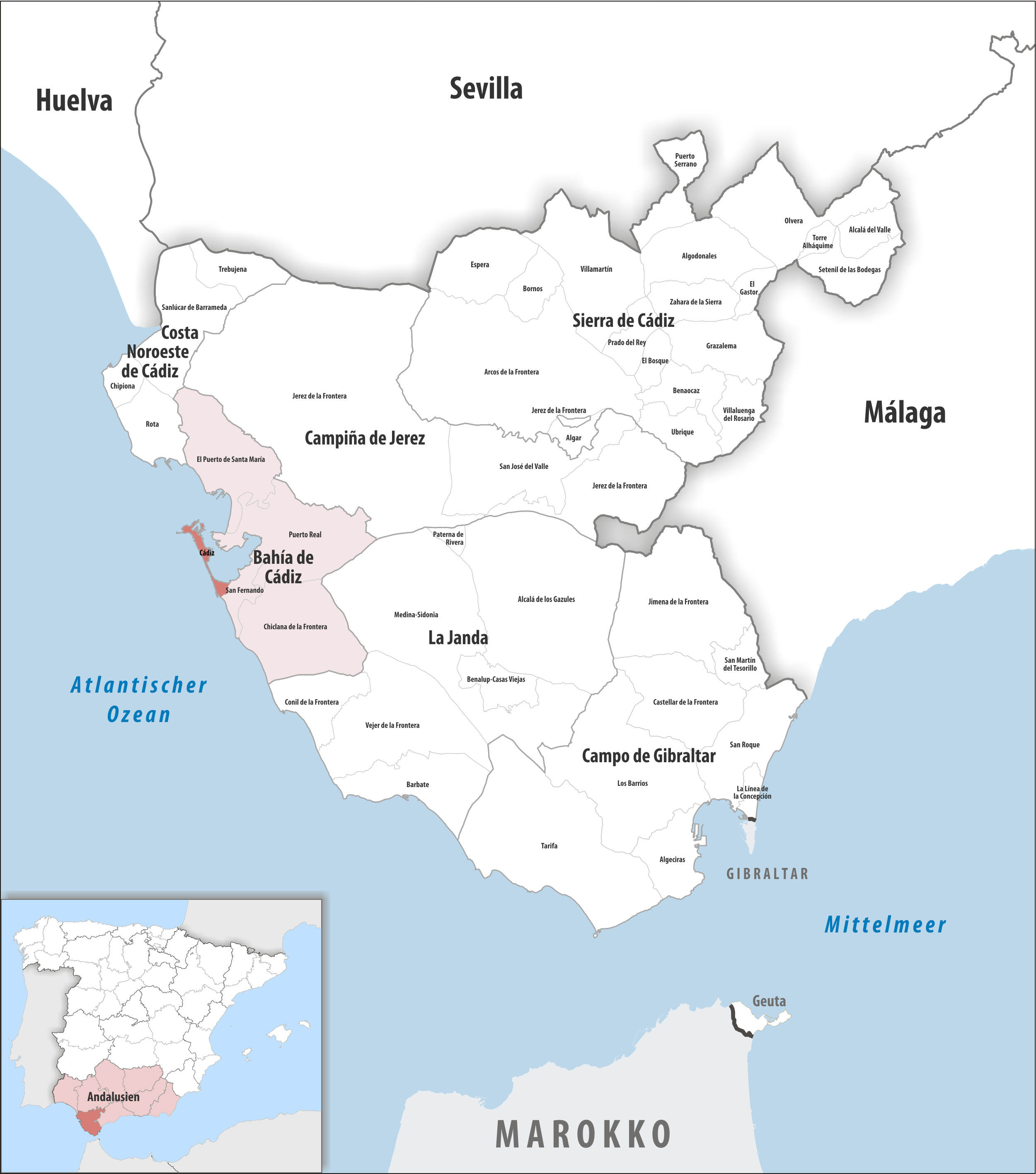
Cadix dans la province de Cadix / en Andalousie

### Localisation
Faisant face à l'océan Atlantique et proche de la pointe sud de l'Espagne, Cadix fait partie de la comarque de la Baie de Cadix, province de Cadix.
Tarifa est à 103 km au sud-est ; 
Jerez de la Frontera à 31 km au nord-est ; 
Gibraltar à 121 km au sud-est ;
Algésiras à 104 km au sud-est ;
Malaga est à 232 km à l'est (avec un assez grand détour par le sud-est qui évite les petites routes de montagne passant entre les sommets du parc naturel Los Alcornocales (es)).
Le sud de la commune est inclus dans le parc naturel de la baie de Cadix (es).
Cadix se situe à environ 30 km (à vol d'oiseau) au sud-sud-est de l'embouchure du Guadalquivir.

### Description
Cadix est bâtie sur un rocher relié au continent par une chaussée étroite et au bord d'une baie ouvrant sur l'océan Atlantique. En 2011, la ville comptait 124 892 habitants. Cadix est l'unique ville (importante) du golfe de Cadix dont la population diminue depuis quelques années en raison d'une forte émigration. Il y existe deux types de mouvements de populations : dans le premier la population quitte la région et dans le deuxième, la population quitte les villages du golfe pour aller à Cadix. Néanmoins, à Cadix, la population de moins de vingt ans n'est que de 20,58 %. C'est un port de pêche, de voyageurs et possédant des fortifications militaires. C'est de là que partent les navires vers les îles Canaries, l'Afrique et l'Amérique du Sud. Le pont José León de Carranza (es), pont de 3 400 mètres construit en 1969, enjambe la baie ; il est doublé depuis 2015 par le pont de la Constitution de 1812.

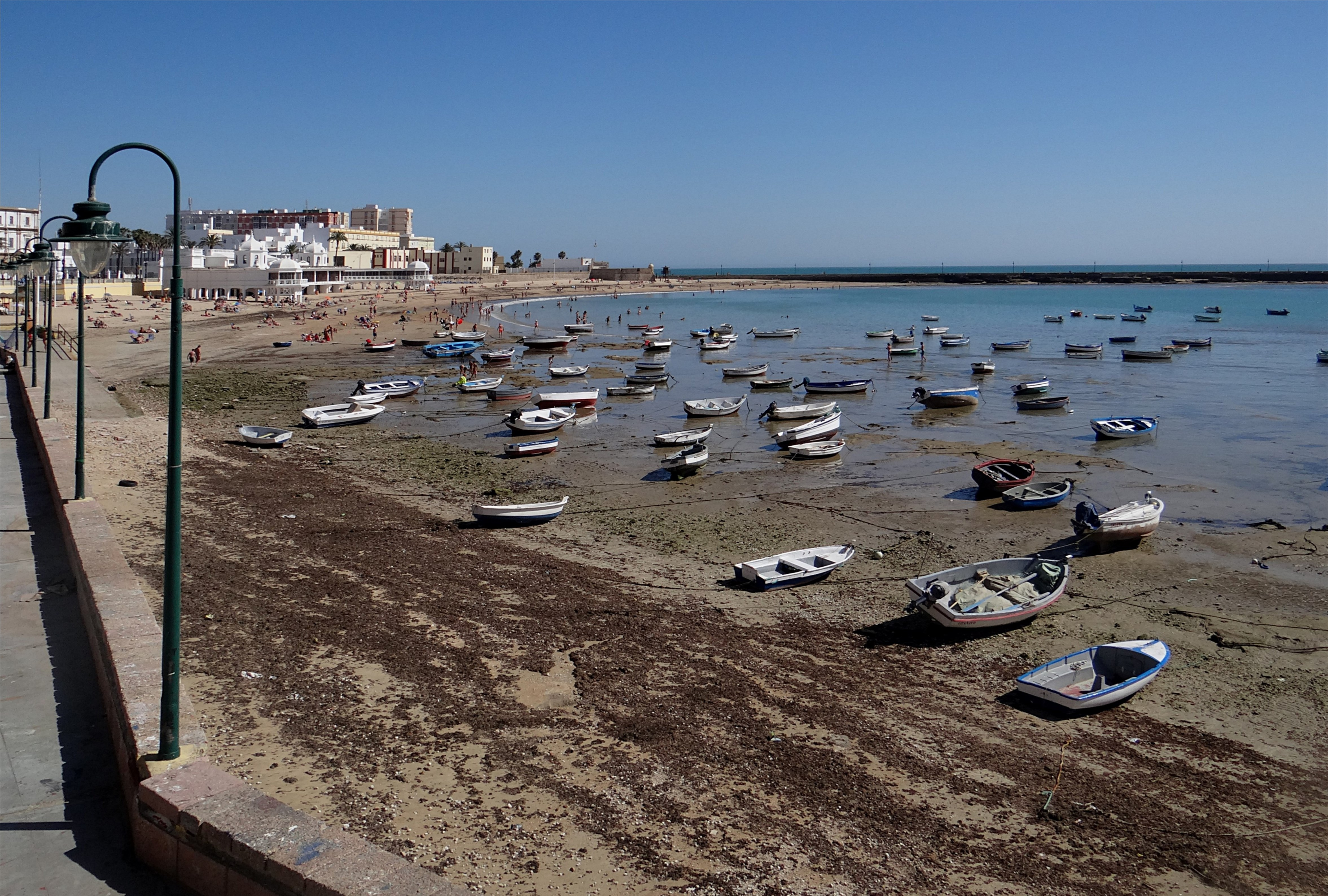
Plage de la Caleta
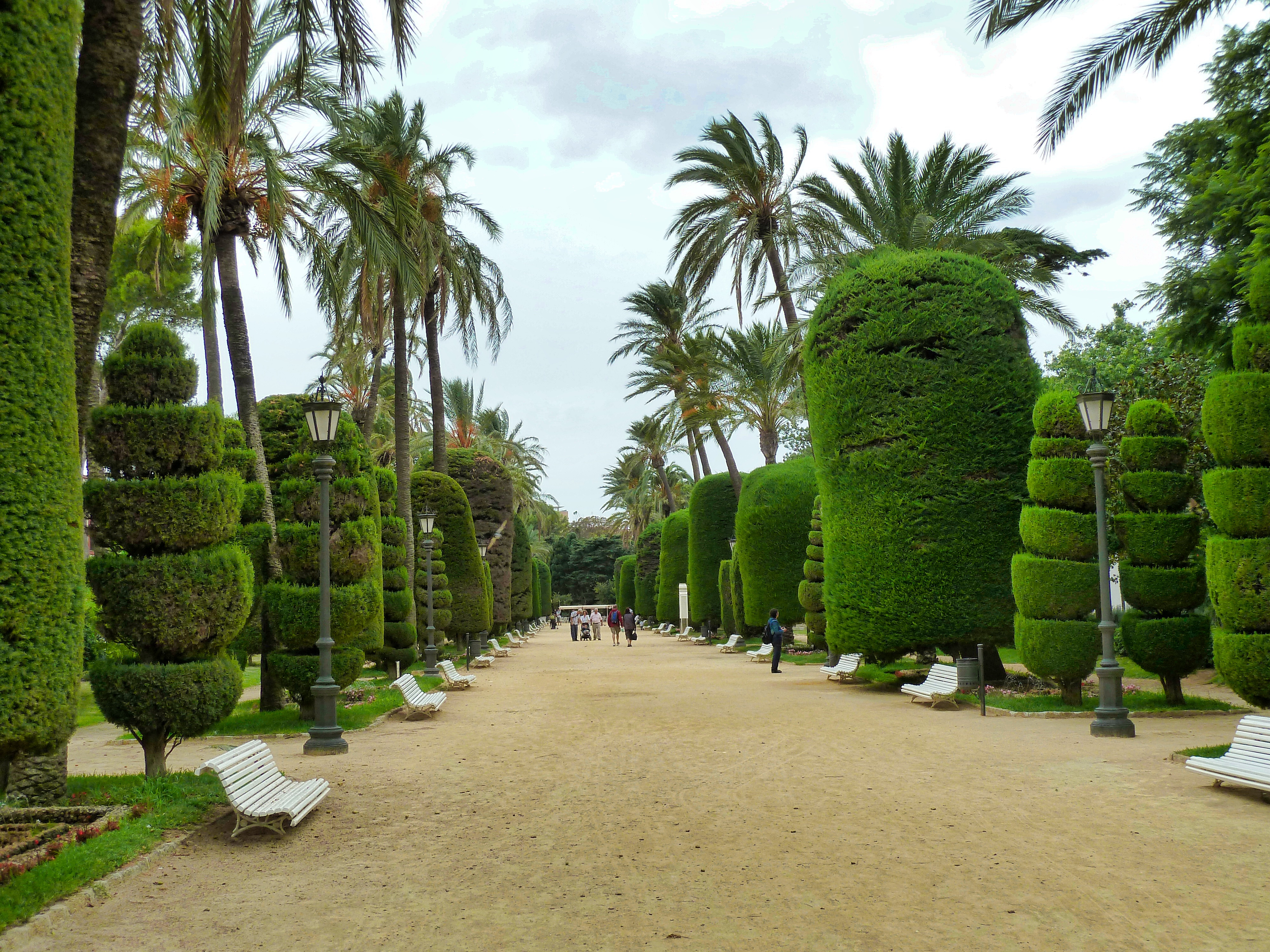
Parc Genovés (en)
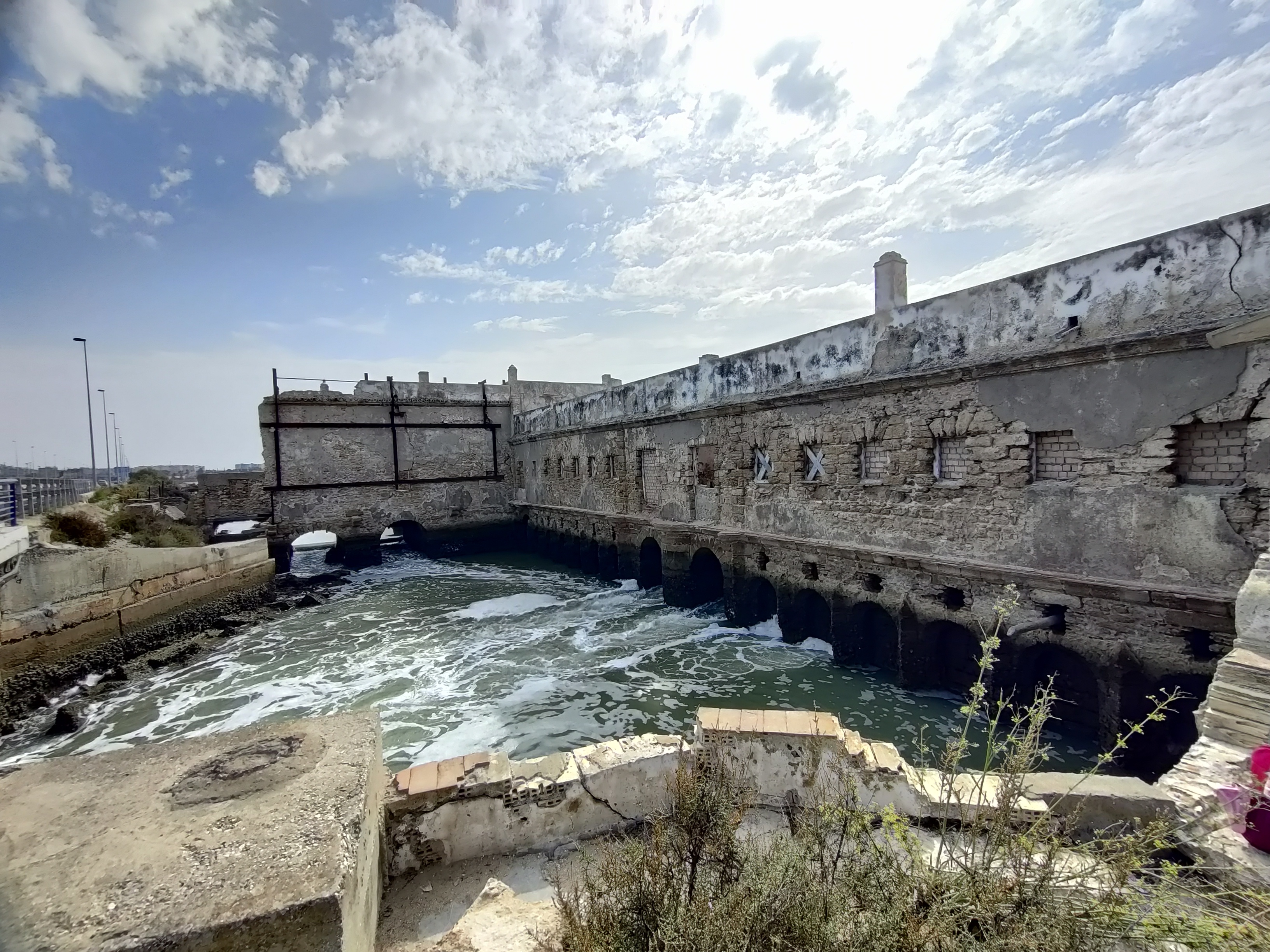
Moulin à marée sur l'Arillo (es)
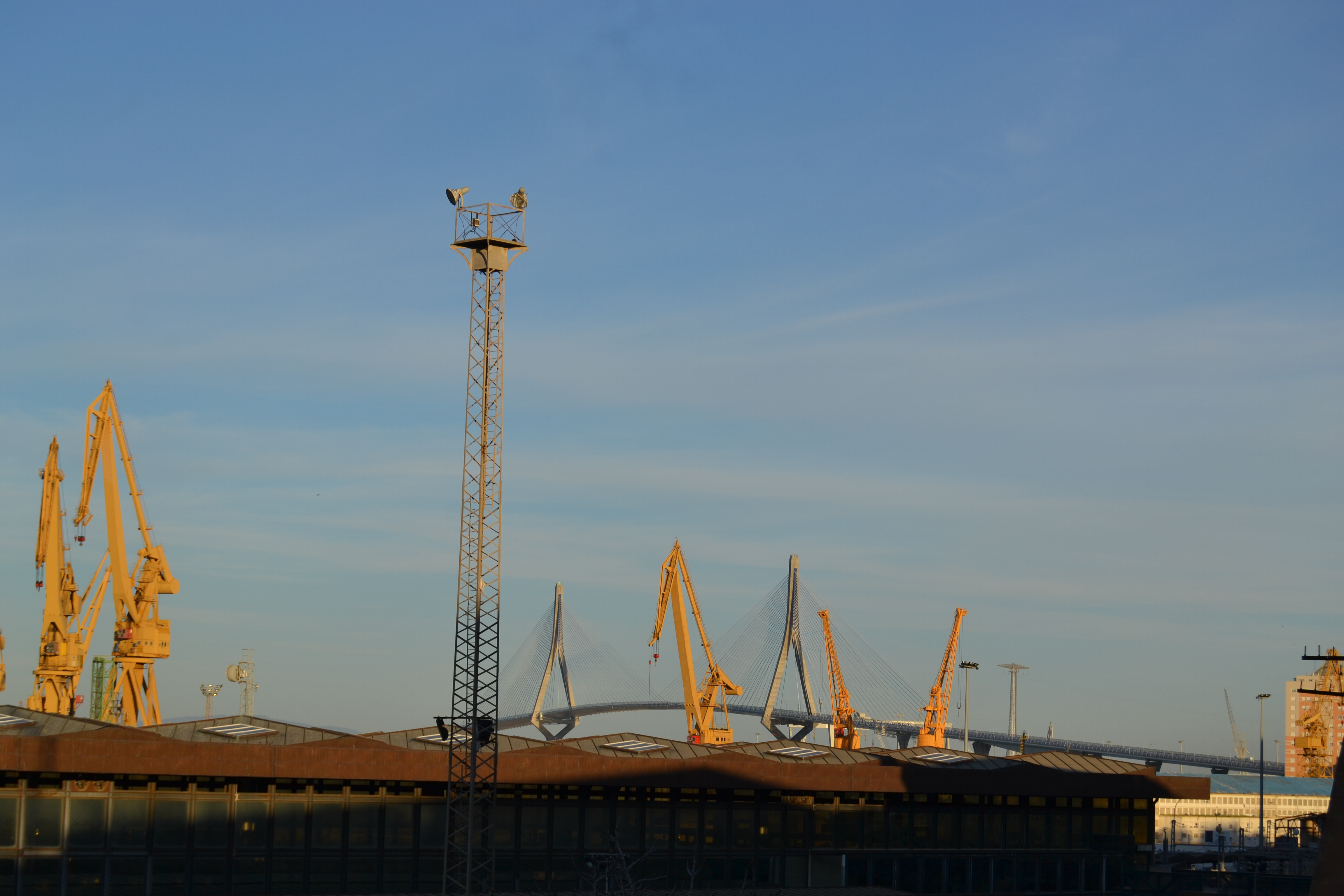
Pont de la Constitution de 1812

### Climat
Le climat de Cadix est considéré comme un climat méditerranéen, quelque peu pondéré par la présence de l'océan Atlantique.
La température annuelle moyenne, calculée sur une période de 27 ans (1961-1988) est de 18,1 °C. Le mois le plus chaud est le mois d'août avec 27,9 °C alors que la température minimale moyenne du mois le plus froid (janvier) s'établit à 9,9 °C.
En 2007, Cadix était la quatrième ville la plus ensoleillée d'Espagne, avec 3 016 heures d'ensoleillement (selon les données disponibles à l'Institut national de la statistique).
| Mois                                  | jan.      | fév.      | mars    | avril     | mai       | juin      | jui.      | août      | sep.      | oct.      | nov.      | déc.      | année   |
| ------------------------------------- | --------- | --------- | ------- | --------- | --------- | --------- | --------- | --------- | --------- | --------- | --------- | --------- | ------- |
| Température minimale moyenne (°C)     | 9,4       | 10,7      | 12,3    | 13,7      | 16,2      | 19,5      | 21,4      | 22        | 20,3      | 17,3      | 13,4      | 10,9      | 15,4    |
| Température moyenne (°C)              | 12,7      | 13,8      | 15,5    | 16,8      | 19,1      | 22,4      | 24,6      | 25        | 23,3      | 20,3      | 16,5      | 13,9      | 18,6    |
| Température maximale moyenne (°C)     | 16        | 16,8      | 18,8    | 19,9      | 22,1      | 25,3      | 27,7      | 27,9      | 26,3      | 23,4      | 19,6      | 16,9      | 21,6    |
| Record de froid (°C) date du record   | 0,2 2005  | −1 1956   | 3 1993  | 6,5 1958  | 9,2 1984  | 11 1957   | 16,6 1978 | 15,6 1977 | 12,6 1975 | 8 1974    | 4,6 1990  | 1,5 1962  | −1 1956 |
| Record de chaleur (°C) date du record | 22,5 2007 | 25,3 1978 | 29 2002 | 31,4 1997 | 36,5 2012 | 37,6 1981 | 40 1978   | 43 1982   | 37,8 1988 | 31,5 1977 | 27,6 1975 | 23,6 1976 | 43 1982 |
| Ensoleillement (h)                    | 184       | 197       | 228     | 255       | 307       | 331       | 354       | 335       | 252       | 228       | 187       | 166       | 3 024   |
| Précipitations (mm)                   | 69        | 58        | 35      | 45        | 27        | 7         | 0         | 2         | 24        | 67        | 98        | 92        | 523     |
| Nombre de jours avec précipitations   | 6,9       | 6,4       | 4,8     | 5,6       | 3,2       | 0,9       | 0,1       | 0,2       | 2,5       | 5,6       | 7,2       | 8,1       | 50,7    |
| Humidité relative (%)                 | 75        | 74        | 71      | 69        | 70        | 69        | 68        | 70        | 71        | 74        | 74        | 76        | 72      |
| Nombre de jours d'orage               | 1,4       | 1,1       | 0,9     | 0,9       | 0,8       | 0,3       | 0,2       | 0,1       | 0,7       | 1,3       | 1,7       | 1,4       | 10,8    |

| Diagramme climatique                                  |            |            |            |            |           |           |         |            |            |            |            |
| J                                                     | F          | M          | A          | M          | J         | J         | A       | S          | O          | N          | D          |
| 169,469                                               | 16,810,758 | 18,812,335 | 19,913,745 | 22,116,227 | 25,319,57 | 27,721,40 | 27,9222 | 26,320,324 | 23,417,367 | 19,613,498 | 16,910,992 |
| Moyennes : • Temp. maxi et mini °C • Précipitation mm |            |            |            |            |           |           |         |            |            |            |            |

## Toponymie
Gádir en berbère et phénicien, terme qui signifie littéralement « château » ou « forteresse », qui trouve son équivalent dans agadir, terme fréquent en Afrique du Nord, avec par exemple Agadir au Maroc. De nos jours, pour les Berbères, agadir signifie « grenier » ou « forteresse ».
Aujourd'hui le nom de la ville se dit  Cádiz en espagnol, Qādis (قادس') en arabe, Gades en latin, Gádeira en grec.

## Histoire

### Antiquité
Cadix est l'une des plus anciennes villes d'Espagne, fondée sous le nom de Gadès en 1104 av. J.-C. par les Phéniciens. Elle ressemblait alors à Tyr. De 700 av. J.-C. à 600 av. J.-C. la ville est un riche marché où l'on trouve de l'ambre et de l'étain. Les Carthaginois s'emparent de la ville en 501 av. J.-C.. Elle se rallie aux Romains en 205 av. J.-C. durant la deuxième guerre punique, ce qui lui vaut un traitement de faveur de la part de la République romaine.[réf. nécessaire] Jules César accorde à ses habitants la citoyenneté romaine en 49 av. J.-C., car ils ont pris parti pour lui et chassé les Pompéiens.
La ville fut détruite par les Wisigoths au Ve siècle.[réf. nécessaire]

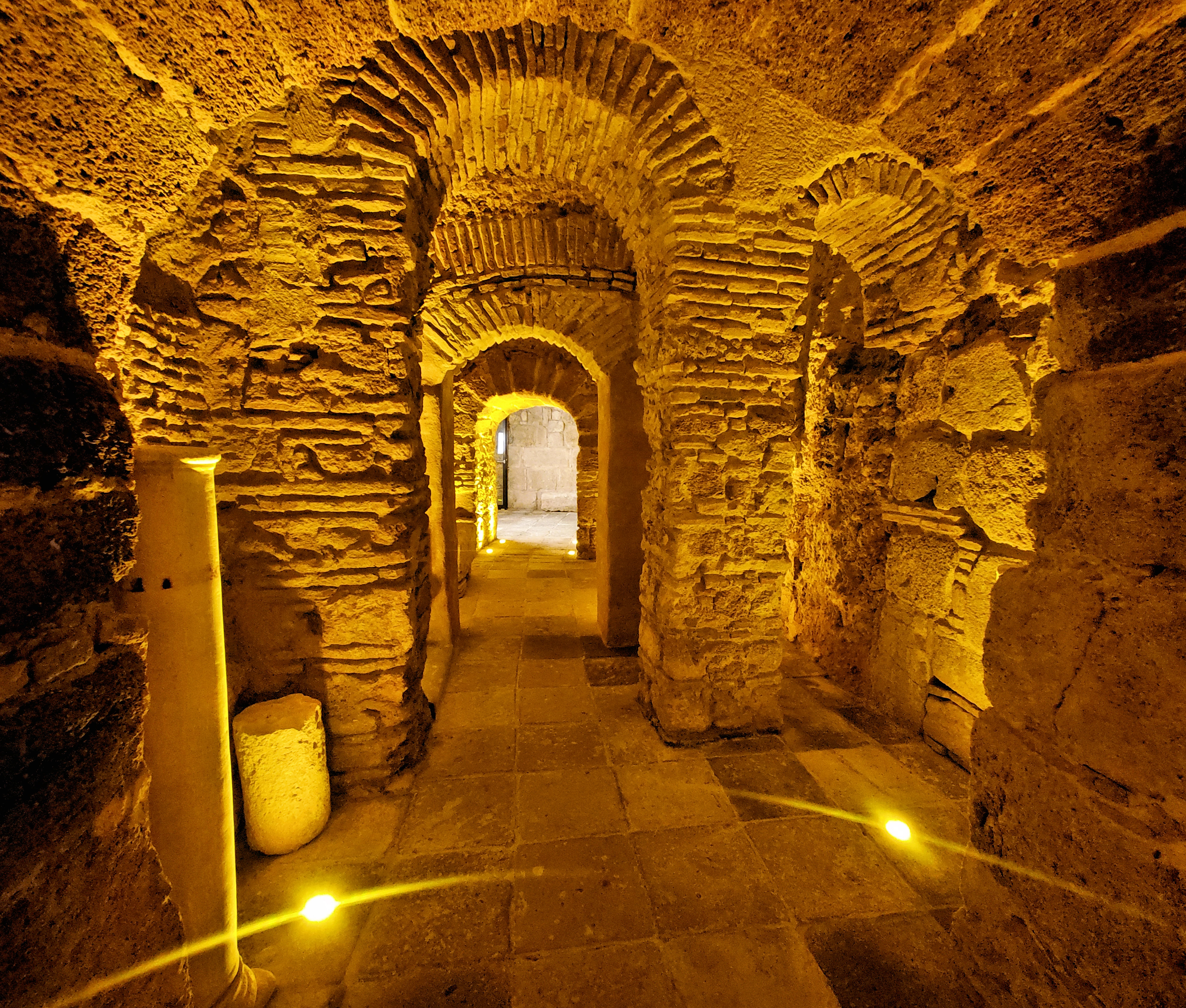
Cueva del Pájaro Azul (37 C. San Juan), IIIe siècle av. J.-C.

### Période musulmane
En 711, elle est prise par les Maures, qui la reconstruisent. En 858, elle est pillée par le chef viking Hasting.
Durant la domination maure (de 711 à 1262), la cité portait le nom de « Qādis », dont est dérivé le nom espagnol moderne. Une célèbre légende arabo-berbère s’est développée au sujet d’une « idole » de plus de 100 coudées de haut qui se serait trouvée dans la périphérie de Cadix, et dont la magie bloquait le détroit de Gibraltar par une combinaison de vents et de courants contraires. Ce serait sa destruction par Abd-al-Mumin (ou Amiral Ali ibn-Isa ibn-Maymun) vers 1145 qui aurait permis aux navires de circuler à nouveau dans le détroit. Celui-ci aurait alors découvert que l’idole était plaquée de bronze, et non d’or pur, mais la fonte de ce métal en pièces lui donna néanmoins les moyens de financer sa révolte. L’idole apparaît aussi au XIIe siècle dans l’Historia Karoli Magni et Rotholandi du Codex Calixtinus dite Pseudo-Turpin, sous le nom de « Salamcadis ». Elle aurait été alors une statue – d'origine probablement païenne – dont le rôle était d’informer les Maures des invasions chrétiennes. Aucune source classique ne fait référence à une telle construction ; il a été conjecturé que la légende pourrait trouver son origine dans les ruines de structures de signalisation maritime datant de l’antiquité tardive.

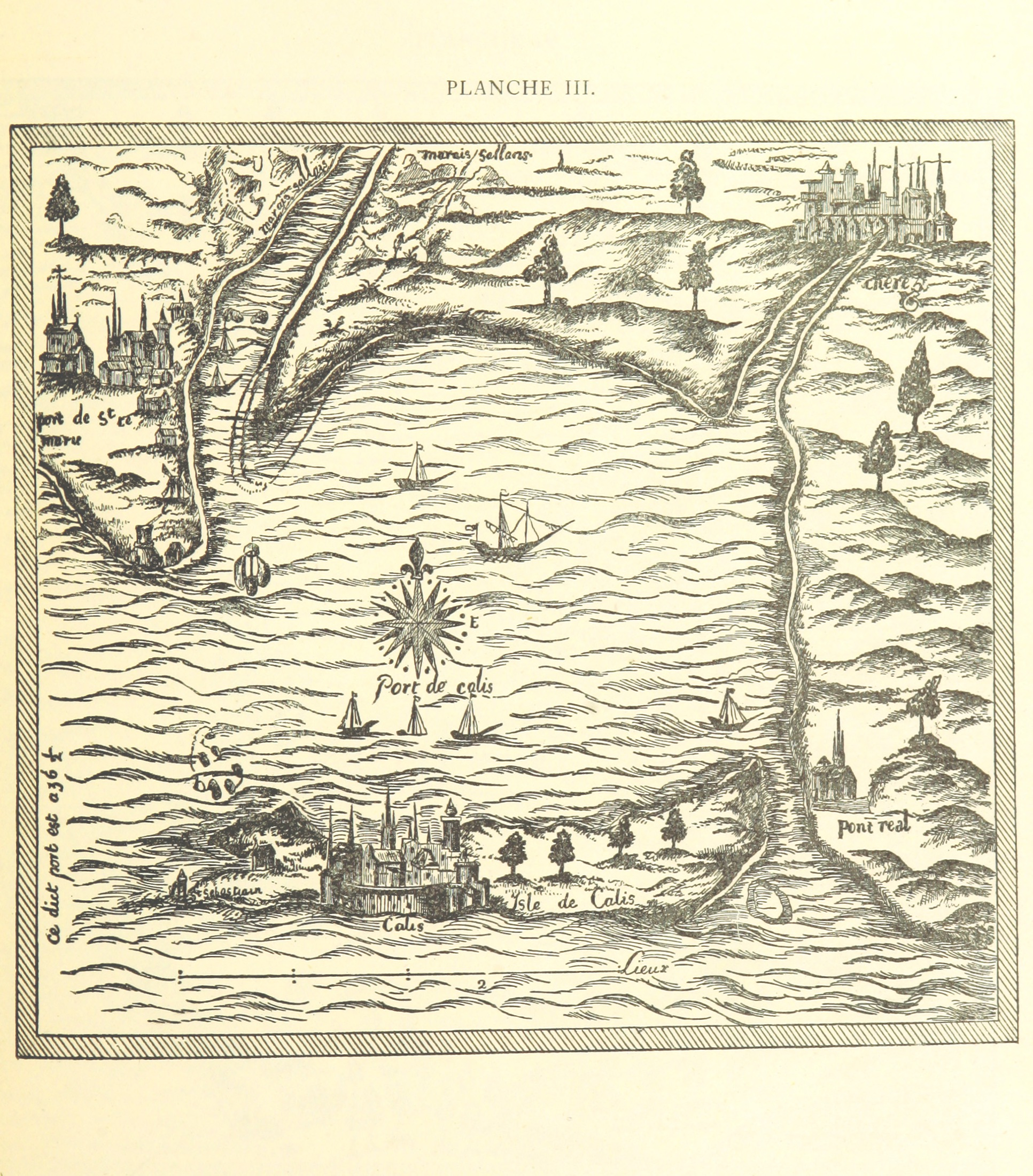
Cadix vu par Champlain en 1598

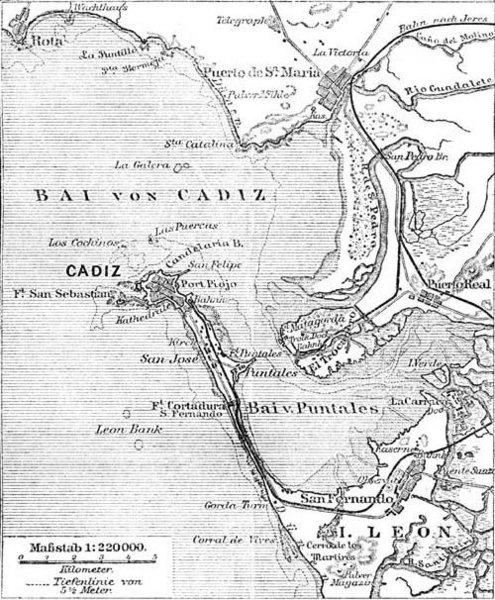
Plan de Cadix en 1888

### Royaume d'Espagne
Alphonse X, roi de Castille et de León, reprend la ville en 1262.
Après la traversée transatlantique de Christophe Colomb en 1492, les navires espagnols qui rapportent les trésors des Amériques élisent Cadix comme port d'attache et la ville devient une des plus riches d'Europe. Quand les autres puissances maritimes d'Europe commencent à menacer la suprématie navale de l'Espagne, Cadix fait face à de nombreuses batailles. Une flotte anglaise dirigée par sir Francis Drake attaque le port en 1587 en détruisant de nombreux vaisseaux ; et en 1596, la ville est pillée par des navires anglais sous les ordres de Robert Devereux, 2e comte d'Essex. Au cours du siècle suivant, Cadix est attaquée par les Anglais à trois reprises.
La ville compte aux XVIIe et XVIIIe siècles une importante communauté française. En 1762, les bénéfices commerciaux nets des Français, calculés par le Catastro pour servir de base à la Unica contribucion, correspondent pour Cádiz à 472 200 pesos ou piastres, soit 1 888 800 livres et 42,45 % de l'ensemble des bénéfices. Ces chiffres sous-estiment la part des Français, car ces commerçants français établis à Cadix et Séville travaillent pour les négociants étrangers, spécialement anglais.
L'un de ces Français, Armand Joseph Dubernad est négociant à Séville et Morlaix mais également commissaire et actionnaire de la banque de Saint-Charles créée par son cousin François Cabarrus, ministre du roi d'Espagne. Il finance le canal de Murcie ainsi que les guerres menées par le roi d'Espagne. Malgré la protection de Floridablanca, de François Cabarrus et des ambassadeurs et consuls, il est persécuté par l'Inquisition.
Le 1er novembre 1755, Cadix est atteint de plein fouet par le tremblement de terre de Lisbonne, qui détruit un tiers de la ville, précipitant de nombreuses habitations à la mer et démantelant les structures portuaires marchandes et militaires. L'économie maritime hispanique en est grandement affectée et les échanges commerciaux avec les Amériques passent dorénavant par les ports français, anglais, ou hollandais. C'est le début de la fin de l'Espagne comme puissance maritime et économique –  comme gendarme catholique du monde – ; ce tremblement de terre bouleverse l'ordre économique et religieux de l'Europe.
Du fait de la Révolution française, des guerres et du blocus, ces Français vont devoir retourner en France. Cadix est bloquée par la flotte britannique pendant presque quinze mois entre 1797 et 1798.

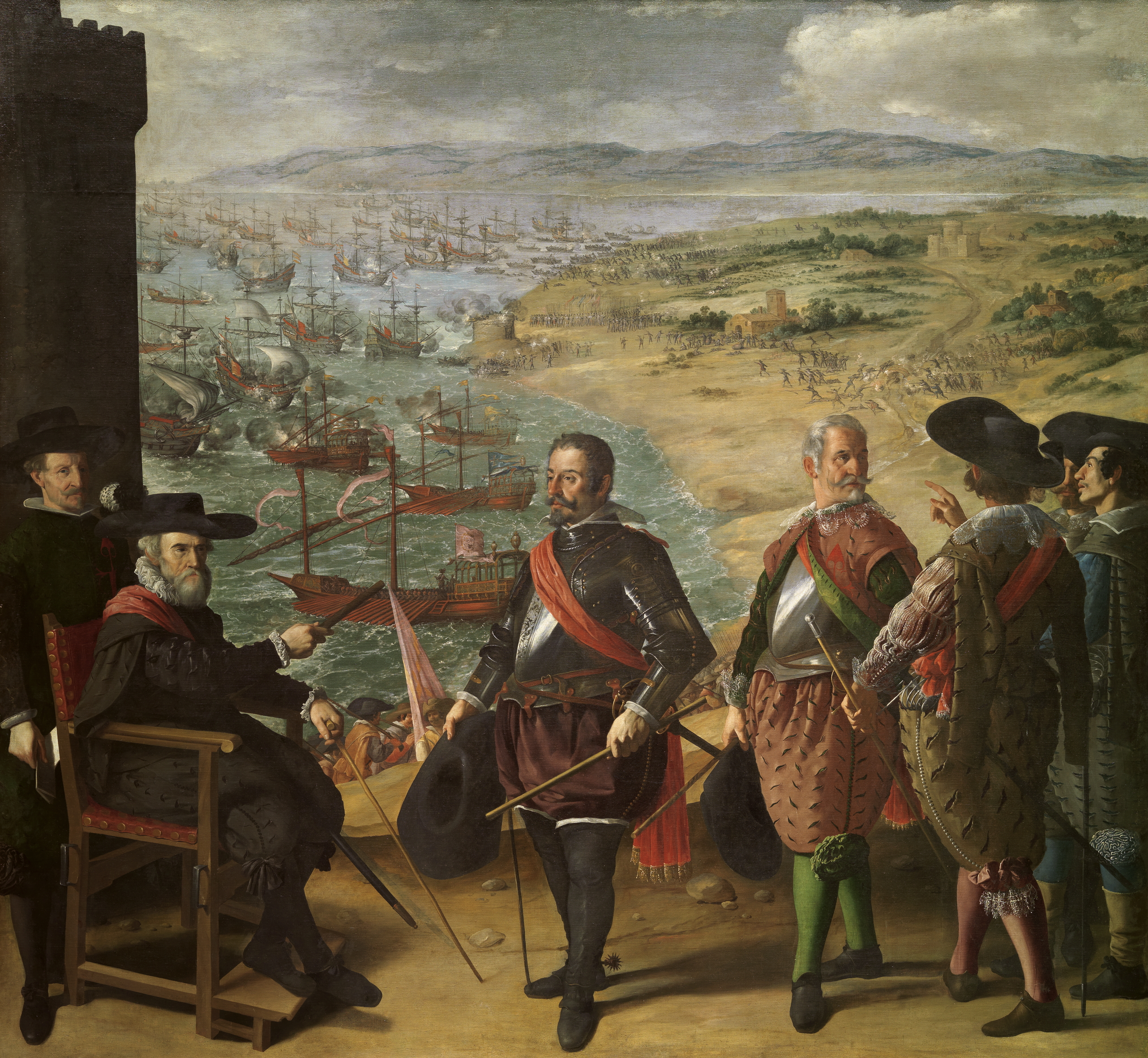
Francisco de Zurbarán, La Défense de Cadix contre les Anglais, 1634, musée du Prado

Pendant les guerres napoléoniennes, Cadix est assiégée par des troupes françaises, sous le commandement du maréchal Victor. Le siège de Cadix dure de février 1810 à août 1812. La ville assiégée, où se réunissent des Cortès, donne son nom à la première constitution espagnole, la Constitution de Cadix, surnommée « la Pepa ». Quand l'Espagne perd ses colonies en Amérique au XIXe siècle, la richesse de la ville commence à décliner.
Le 31 août 1823, le fort du Trocadéro qui défend le port est enlevé pendant la marée basse par le corps expéditionnaire français commandé par le duc d'Angoulême, envoyé par son oncle Louis XVIII pour rétablir le roi Ferdinand VII sur son trône. L'ancien palais du Trocadéro à Paris est construit pour commémorer ce fait d'armes.

### Histoire contemporaine
Pendant la guerre d'Espagne, Cadix est une base des forces nationalistes du général Franco. En 1947, l'explosion d'un dépôt de poudre (en) souffle une partie de la ville et fait 147 morts et 5 000 blessés.

## Politique et administration

### Conseil municipal
La ville de Cadix comptait 116 979 habitants aux élections municipales du 26 mai 2019. Son conseil municipal (en espagnol : Pleno del Ayuntamiento) se compose donc de 27 élus.
Entre 1979 et 2015, la ville connaît seulement deux maires, le premier issu du Parti socialiste pendant seize ans, la seconde issue du Parti populaire durant vingt ans. À partir de 2015, elle devient une place forte de la gauche alternative.

### Maires
| Mandat    | Maire | Maire                      | Parti          | Majorité |
| --------- | ----- | -------------------------- | -------------- | -------- |
| 1979-1983 |       | Carlos Díaz Medina (es)    | PSOE           | 9 / 27   |
| 1983-1987 |       | Carlos Díaz Medina (es)    | PSOE           | 18 / 27  |
| 1987-1991 |       | Carlos Díaz Medina (es)    | PSOE           | 16 / 27  |
| 1991-1995 |       | Carlos Díaz Medina (es)    | PSOE           | 14 / 27  |
| 1995-1999 |       | Teófila Martínez           | PP             | 15 / 27  |
| 1999-2003 |       | Teófila Martínez           | PP             | 18 / 27  |
| 2003-2007 |       | Teófila Martínez           | PP             | 18 / 27  |
| 2007-2011 |       | Teófila Martínez           | PP             | 18 / 27  |
| 2011-2015 |       | Teófila Martínez           | PP             | 17 / 27  |
| 2015-2019 |       | José María González Santos | CSSP           | 8 / 27   |
| 2019-2023 |       | José María González Santos | Adelante Cádiz | 13 / 27  |
| 2023-2027 |       | Bruno García               | PP             | 14 / 27  |

## Économie
Cadix est une ville portuaire réputée tant pour la pêche que pour son chantier naval. L'université de Cadix est ainsi spécialisée dans les sciences de la mer et la construction navale. Aujourd'hui, Cadix et sa baie constituent un important pôle touristique.

## Culture

### Fêtes locales importantes
- Le Carnaval de Cadix
- La Semaine sainte

### Patrimoine
- La cathédrale (XVIIIe siècle), célèbre pour son dôme couvert d'azulejos dorés.
- Le château de Santa Catalina
- Le château de San Sebastián
- L'oratoire de la Sainte Grotte
- L'église du Carmen

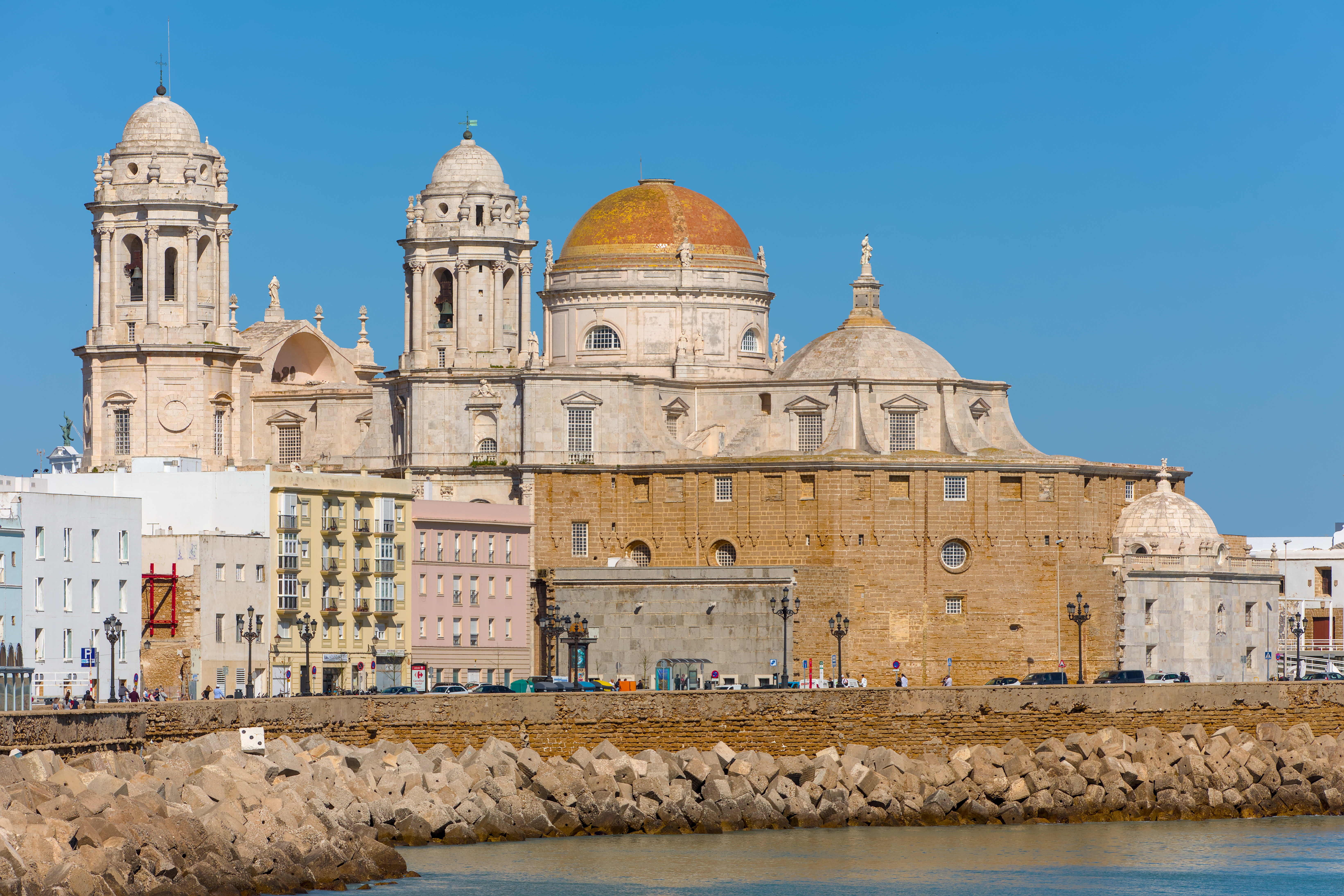
La cathédrale, vue depuis l'ouest.
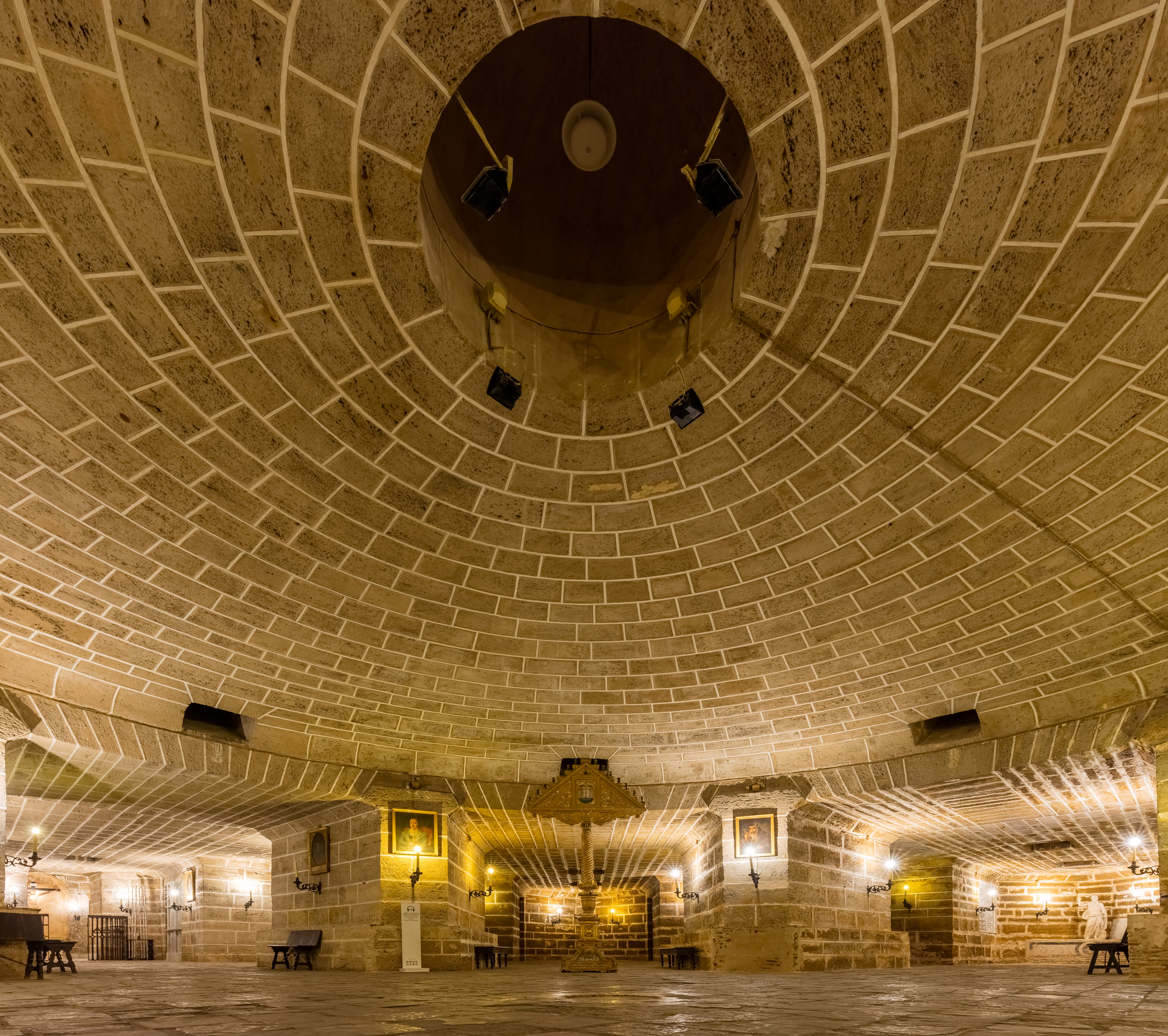
Crypte de la cathédrale.
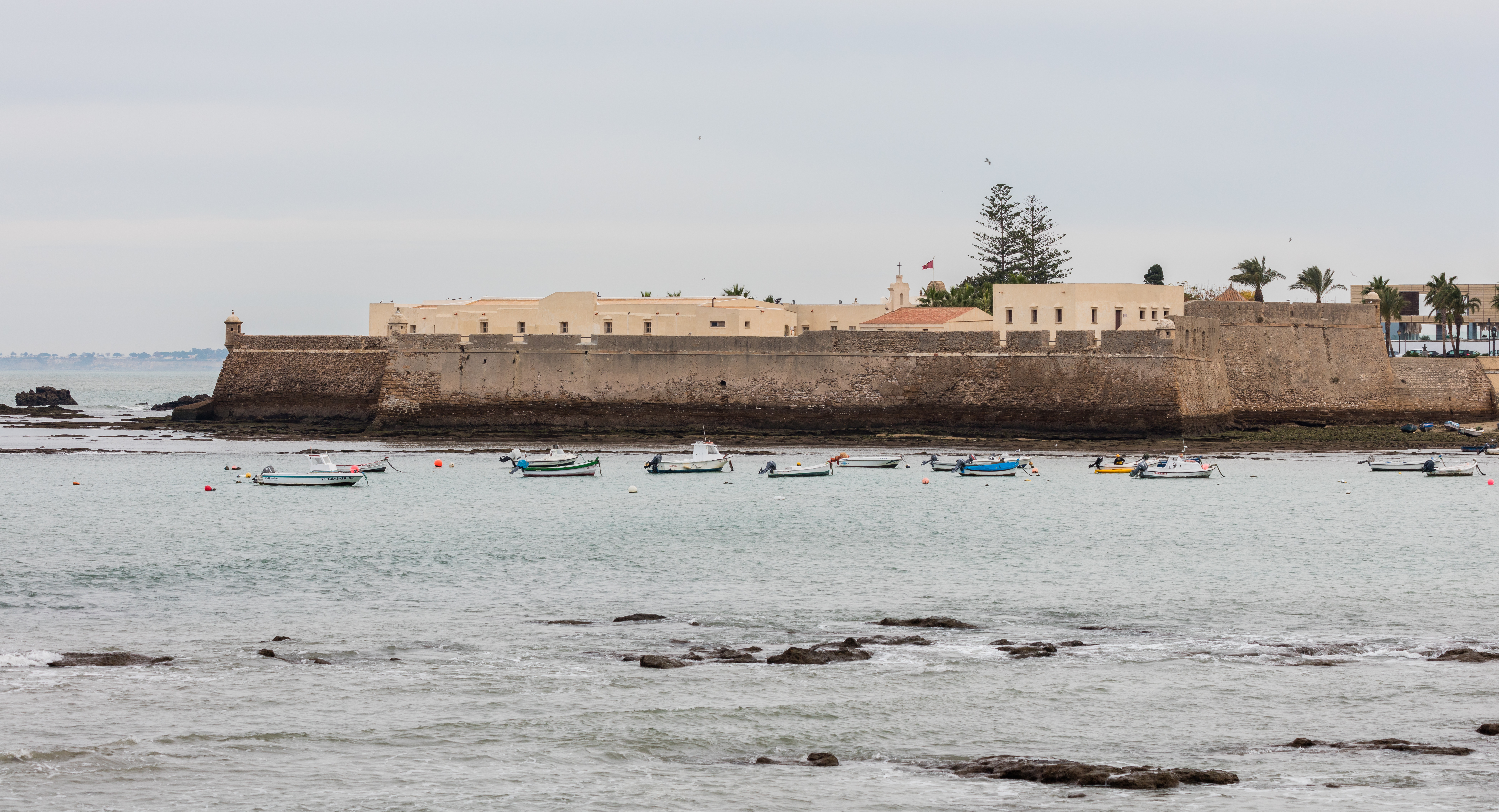
Château de Santa Catalina.
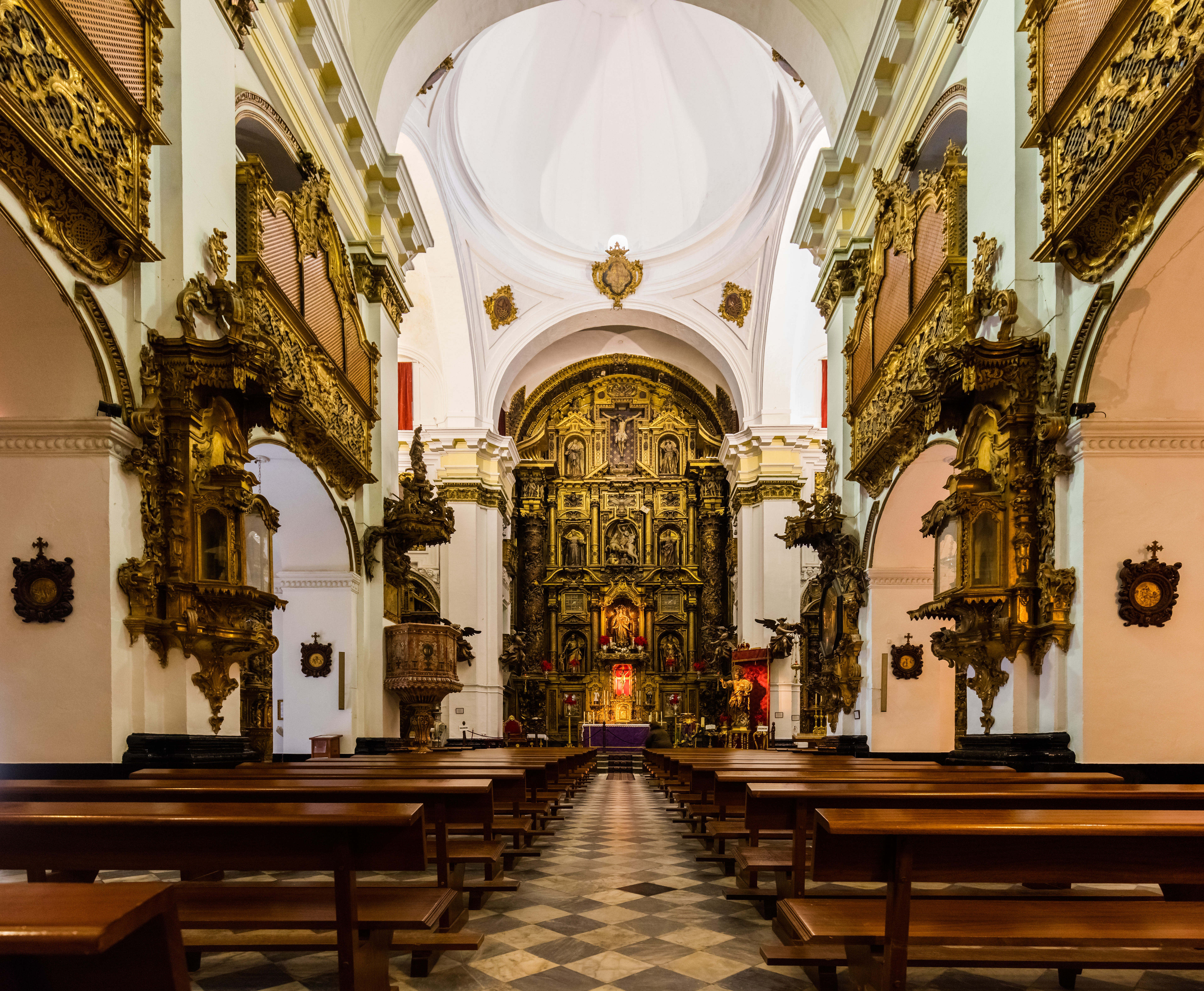
Intérieur de l'église de Santiago.
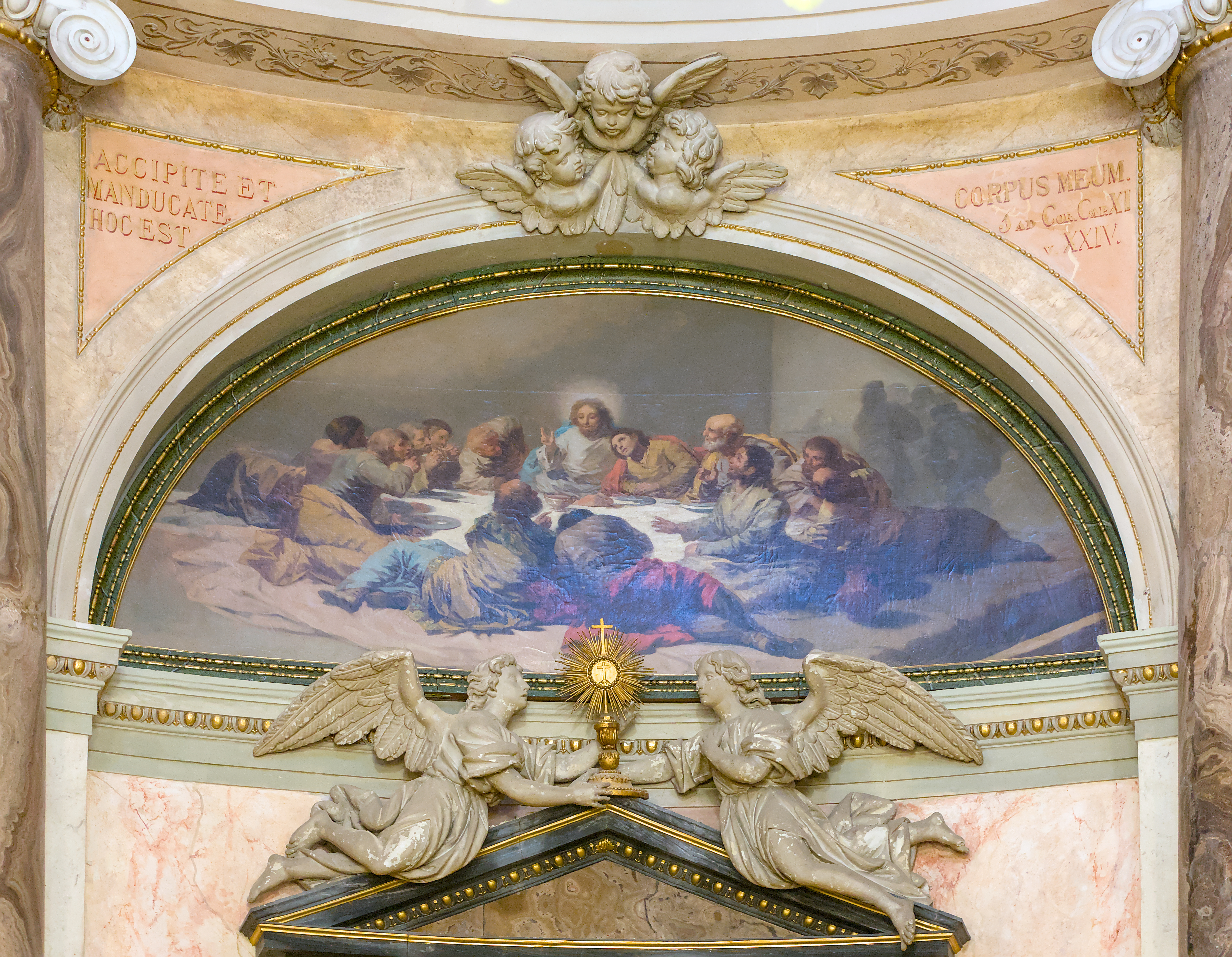
La Sainte Cène par Goya, dans la chapelle haute de l'oratoire de la Sainte Grotte.
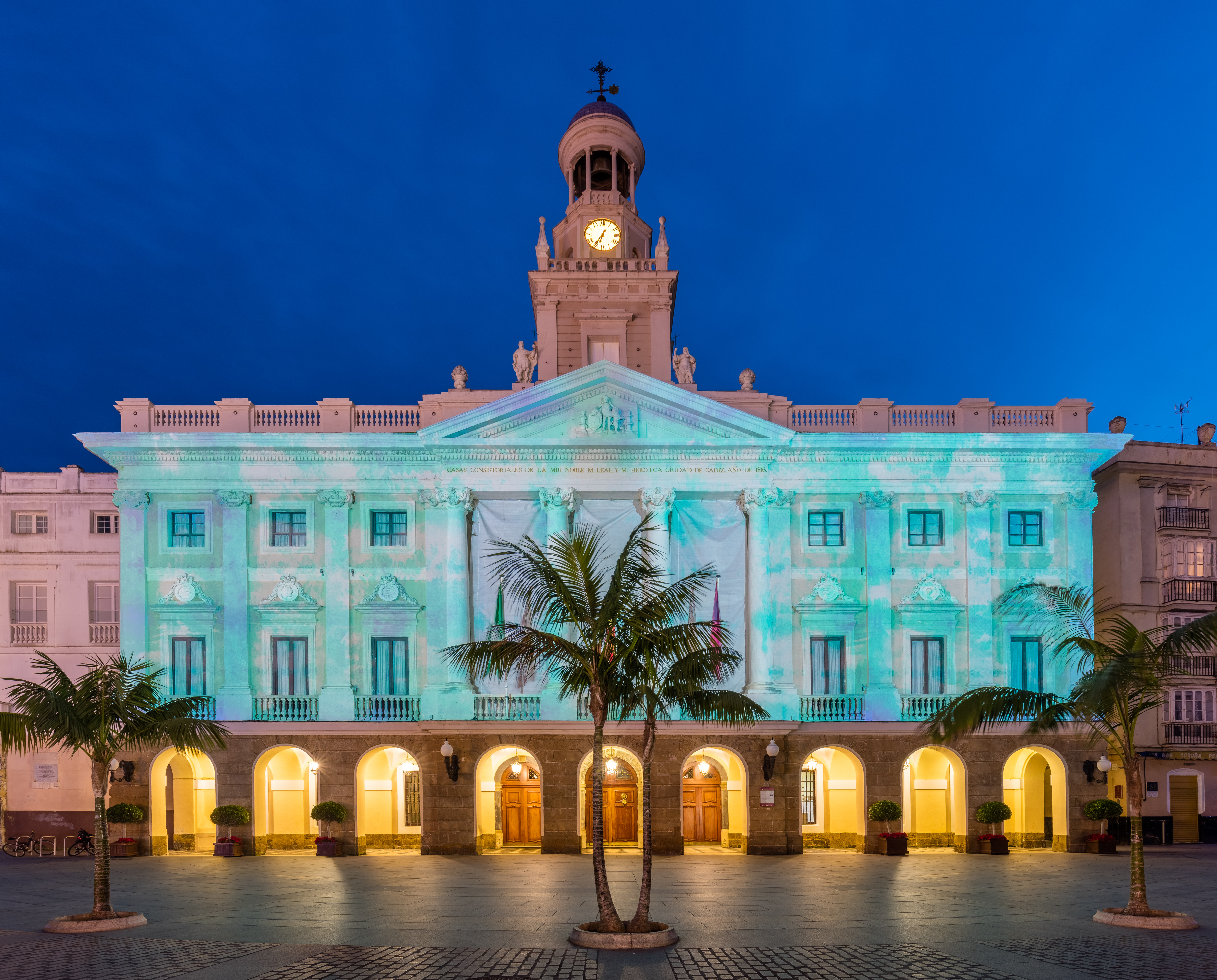
Hôtel de ville avec des illuminations de Noël. Décembre 2015.

## Sports
- Cádiz Club de Fútbol

- Arrivées du Tour d'Espagne, 1998 :  Jeroen Blijlevens

## Jumelages
- Tanger (Maroc)
- Dakhla (Maroc) (Sahara occidental, disputé)
- Buenos Aires (Argentine)[8]
- Colombie : Carthagène des Indes[9], La Dorada[10], Santa Fe de Antioquia[11] et les villes de la Ruta Mutis : Guaduas, Honda, Ambalema, San Sebastián de Mariquita et Bogota[12]
- La Havane (Cuba)[8]
- Espagne : Ceuta[13], Huelva, La Coruña, Móstoles, Santa Cruz de Tenerife, Las Palmas de Gran Canaria et Torrevieja
- Brest (France)[14]
- Mexique[10]: Mexico DF, Puebla, San Pedro Cholula et Veracruz
- San Juan (Porto Rico)
- Medway (Angleterre)
- Montevideo (Uruguay)[8],[15]

## Personnalités liées à Cadix
- Lucius Cornelius Balbus (vers 100 av. J.-C - entre 72 av. J.-C. et 40 av. J.-C.) : consul romain originaire de la ville ;
- Lucius Cornelius Balbus Minor (?-?) : proconsul romain neveu du précédent, né à Cadix ;
- Domitia Paulina (Ier siècle) : aristocrate romaine, mère de l'empereur romain Hadrien.
- Columelle (Ier siècle) : auteur latin né à Cadix ;
- Moderatus de Gadès (vers 50-vers 100) : philosophe romain né à Cadix ;
- José Celestino Bruno Mutis y Bosio (1732-1808) : médecin et naturaliste espagnol né à Cadix ;
- Juan Álvarez Mendizábal (1790-1853) : homme politique espagnol né à Cadix ;
- Francisco Javier de Istúriz (1790-1871) : homme politique espagnol né à Cadix ;
- Manuel Marliani (1795-1873), écrivain et homme politique espagnol d'origine italienne né à Cadix ;
- George G. Meade (1815-1872) : général de l'armée des États-Unis né à Cadix ;
- José Patiño González (1829-1902) : guitariste de flamenco espagnol né à Cadix ;
- Emilio Castelar y Ripoll (1832-1899) : président du gouvernement de la Première République espagnole né à Cadix ;
- Manuel de Falla (1876-1946) : musicien espagnol né à Cadix ;
- Carlos Edmundo de Ory (1923-2010) : poète espagnol né à Cadix ;
- Chano Domínguez (1960-) : pianiste de jazz espagnol né à Cadix ;
- Junio Valerio Borghese (1906-1974) : aristocrate, militaire et homme politique (fasciste) italien mort à Cadix ;
- Alejo Malia (1987-) : designer, graphiste, illustrateur et photographe né à Cadix.
- Suso (1993-) : footballeur international espagnol né à Cadix ;
- José Belizón Tocino (1930-1997) : peintre espagnol mort à Cadix ;
- Guillermo Delgado (1931-2014) : footballeur international péruvien mort à Cadix ;